# Gaby Andreu
Pour les articles homonymes, voir Andreu.
 (janvier 2024).
Gaby Andreu (Gaby André aux États-Unis), née Gabrielle Louise Mathilde Andreu le 5 mars 1920 à Châlons-sur-Marne et morte le 9 août 1972 à Rome, est une actrice française.

## Biographie
Elle tient un second rôle dans le film Hélène de Jean Benoit-Lévy et Marie Epstein avec Madeleine Renaud, Jean-Louis Barrault et Odette Joyeux.
En 1938, elle commence réellement sa carrière avec le rôle de Mireille dans Entrée des artistes de Marc Allégret avec Odette Joyeux, Louis Jouvet et Bernard Blier.
Elle épouse l'industriel Eli Smith en 1947.
Gaby est la mère de l'actrice Carole André. Elle meurt d'un cancer le 9 août 1972, à Rome où elle est inhumée.

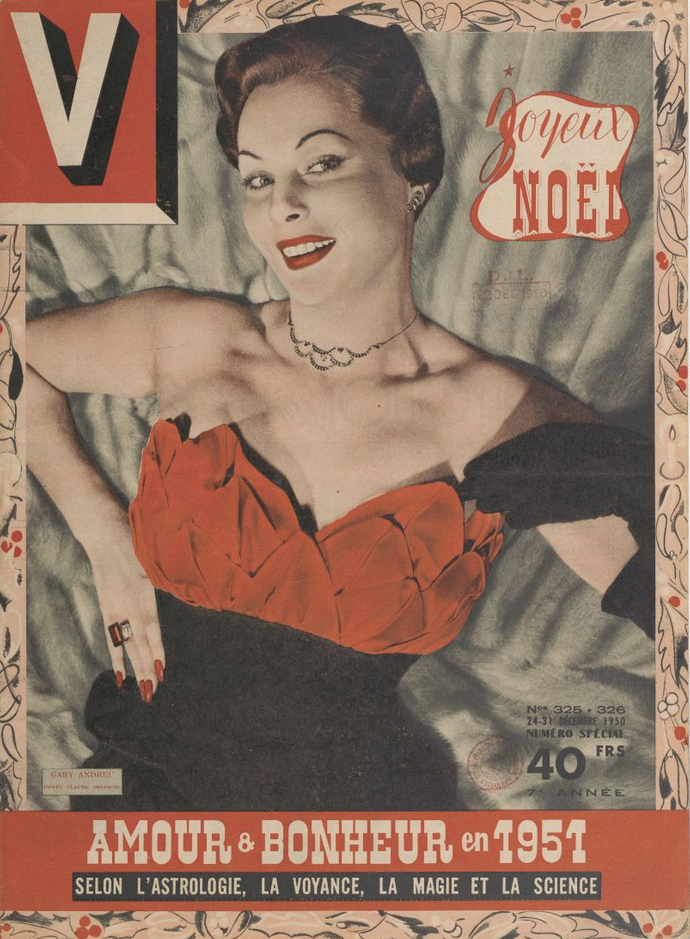
Gaby Andreu dans V, 24 décembre 1950.

## Filmographie
- 1936 : Hélène de Jean Benoit-Lévy et Marie Epstein
- 1936 : L'Homme du jour de Julien Duvivier
- 1937 : La Plus Belle Fille du monde de Dimitri Kirsanoff
- 1938 : Le Drame de Shanghaï de Georg-Wilhelm Pabst
- 1938 : Entrée des artistes de Marc Allégret
- 1938 : La Fin du jour de Julien Duvivier
- 1938 : Fort Dolorès de René Le Hénaff
- 1938 : J'étais une aventurière de Raymond Bernard
- 1938 : La Vierge folle de Henri Diamant-Berger
- 1939 : L'Héritier des Mondésir d'Albert Valentin
- 1939 : L'Esclave blanche de Marc Sorkin
- 1940 : Paradis perdu d'Abel Gance
- 1941 : Parade en sept nuits de Marc Allégret : Estelle
- 1941 : Cartacalha, reine des gitans de Léon Mathot
- 1941 : Départ à zéro de Maurice Cloche
- 1941 : L'Étrange Suzy de Pierre-Jean Ducis
- 1941 : La Maison des sept jeunes filles d'Albert Valentin
- 1942 : Le Chant de l'exilé d'André Hugon : Maria
- 1942 : L'Ange de la nuit d'André Berthomieu
- 1943 : Adémaï bandit d'honneur de Gilles Grangier
- 1943 : Un seul amour de Pierre Blanchar
- 1945 : Les Gueux au paradis de René Le Hénaff
- 1945 : 120, rue de la Gare de Jacques Daniel-Norman
- 1945 : Monsieur Grégoire s'évade de Jacques Daniel Norman
- 1945 : Une femme coupée en morceaux d'Yvan Noé
- 1950 : Boniface somnambule de Maurice Labro
- 1950 : J'ai trois amours (Please Believe Me) de Norman Taurog
- 1950 : Témoin de la dernière heure (Higway 301) d'Andrew L. Stone
- 1951 : Le Gantelet vert (The Green Glove) de Rudolph Maté
- 1951 : L'Ange du péché (L'angelo del peccato) de Leonardo De Mitri
- 1952 : L'Injuste Condamnation (L'ingiusta condanna) de Giuseppe Masini
- 1953 : Verdi (Giuseppe Verdi) de Raffaello Matarazzo
- 1953 : Au soir de la vie (Prima di sera) de Piero Tellini
- 1953 : Siamo ricchi e poveri (it) de Siro Marcellini
- 1953 : La campana di San Giusto (it) de Mario Amendola et Ruggero Maccari
- 1954 : L'Hôtel du rendez-vous (Tua per la vita) de Sergio Grieco
- 1955 : Donatella de Mario Monicelli
- 1956 : Una voce, una chitarra e un po' di luna de Giacomo Gentilomo
- 1957 : La grande caccia d'Arnold Belgard
- 1957 : Incognito de Patrice Dally
- 1957 : The Strange World of Planet X (en) de Gilbert Gunn
- 1960 : La Vengeance d'Hercule (La vendetta di Ercole) de Vittorio Cottafavi
- 1962 : Le signe de Zorro (Il segno di Zorro) de Mario Caiano
- 1969 : Togli le gambe dal parabrezza (it) de Massimo Franciosa
- 1970 : Pussycat, Pussycat, I Love You (en) de Rodney Amateau
- 1970 : La Tarte volante (La torta in cielo) de Lino Del Fra